# Arno Wallaard Memorial 2019
L'Arno Wallaard Memorial 2019, trentaseiesima edizione della corsa, si svolse il 20 aprile 2019 su un percorso con partenza e arrivo a Meerkerk. Fu vinto dal britannico Alexandar Richardson della Canyon dhb p/b Bloor Homes davanti al suo connazionale Matt Walls e al belga Gianni Marchand.

## Ordine d'arrivo (Top 10)
| Pos. | Corridore            | Squadra                                  | Tempo    |
| ---- | -------------------- | ---------------------------------------- | -------- |
| 1    | Alexandar Richardson | Canyon dhb p/b Bloor Homes               | 3h57'22" |
| 2    | Matt Walls           |                                          | s.t.     |
| 3    | Gianni Marchand      | Cibel                                    | s.t.     |
| 4    | Bas van der Kooij    | Monkey Town-à Bloc CT                    | s.t.     |
| 5    | Alberto Dainese      | SEG Racing Academy                       | s.t.     |
| 6    | Piotr Havik          | Beat Cycling Club                        | s.t.     |
| 7    | Jacob Hennessy       | Canyon dhb p/b Bloor Homes               | s.t.     |
| 8    | Miguel Bryon         | Holowesko-Citadel p/b Arapahoe Resources | s.t.     |
| 9    | Coen Vermeltfoort    | Alecto Cycling Team                      | s.t.     |
| 10   | David Dekker         | Metec-TKH CT p/b Mantel                  | s.t.     |